# サッカー小僧
『サッカー小僧』（サッカーこぞう）は、1997年から2005年8月25日までフジテレビで放送されていたサッカー情報番組。1999年からは『セリエAダイジェスト』（後の『FOOTBALL EX』→『FOOTBALL CX』）放送のため、ヨーロッパのサッカーリーグのオフシーズンである5月 - 8月中のみに放送されていた。
本番組の司会陣は、1998年放送の『サッカー小僧2』までは顔出しで出演していたが、1999年放送の『サッカー小僧3』からは音声のみの出演に変わった。出演者のメンバー構成は、『セリエAダイジェスト』とほとんど差異が無かったが、本番組ではサッカー好きの芸能人やその他の著名人が各年限りのレギュラーを務めていた。また、出演者には「小僧○号」または「小娘○号」という称号が付けられていたが、現在では付けられないことが多い。
番組タイトルの最後尾には数字を付していたが、これは放送周年を表していた。例えば、2005年度には『サッカー小僧9』と題して放送されていた。

## 出演者

### 司会
- ジョン・カビラ - 「小僧1号」として出演。
- 都並敏史（元サッカー日本代表選手） - 「小僧6号」として出演。
- 風間八宏（元Jリーガー、サッカー解説者） - 「小僧8号」として出演。
- 西山喜久恵（フジテレビアナウンサー） - 「小姑1号」として出演。かつては「小娘1号」だった。
- 内田恭子（当時フジテレビアナウンサー） - 「新小娘1号」として出演。

### コーナー担当
- トニー・クロスビー - リポーター。
- パンツェッタ・ジローラモ - リポーター。
- 青嶋達也（フジテレビアナウンサー） - リポーター。
- 中野美奈子（当時フジテレビアナウンサー） - 「サックスでピント!」などのコーナーを担当。
- 長野翼（当時フジテレビアナウンサー） - 「ピアニカでピント!」、「サポーターのうた」などのコーナーを担当。
  - 石本沙織（フジテレビアナウンサー） - 長野が担当する「サポーターのうた」を一度担当。
- 渡辺和洋（フジテレビアナウンサー） - 選手と観覧車一周デートのコーナーを担当。

### その他の出演者
- ナインティナイン
- 雨上がり決死隊
- 安斎肇